# 전국 고등학교 야구 선수권 대회의 우승 학교 목록
전국 고등학교 야구 선수권 대회와 전국 중등 학교 야구 우승 대회의 역대 우승 학교 및 결승전 결과이다.

## 역대 우승 학교 목록
| 회                                                       | 개최년도 | 대전일                                                       | 우승 학교                                                    | 결과                                                         | 준우승 학교                                                  | 비고 |                                                              |
| -------------------------------------------------------- | -------- | ------------------------------------------------------------ | ------------------------------------------------------------ | ------------------------------------------------------------ | ------------------------------------------------------------ | --- | ------------------------------------------------------------ |
| 전국 중등 학교 야구 우승 대회                            |          |                                                              |                                                              |                                                              |                                                              | |                                                              |
| 1                                                        | 1915년   | 8월 22일                                                     | 교토 2중(교토)                                               | 2-1                                                          | 아키타 중(아키타)                                            | 도요나카 구장 |                                                              |
| 2                                                        | 1916년   | 8월 20일                                                     | 게이오 보통부(도쿄)                                          | 6-2                                                          | 이치오카 중(오사카)                                          | 도요나카 구장. 패자 부활 제도 도입 |                                                              |
| 3                                                        | 1917년   | 8월 19일                                                     | 아이치 1중(아이치)                                           | 1-0                                                          | 간사이가쿠인 중(효고)                                        | 나루오 구장. 패자 부활 제도에서 우승 교 배출 |                                                              |
| 4                                                        | 1918년   | 도도부현 대표 학교가 결정되었지만 쌀 소동으로 인해 대회 중지 | 도도부현 대표 학교가 결정되었지만 쌀 소동으로 인해 대회 중지 | 도도부현 대표 학교가 결정되었지만 쌀 소동으로 인해 대회 중지 | 도도부현 대표 학교가 결정되었지만 쌀 소동으로 인해 대회 중지 | 도도부현 대표 학교가 결정되었지만 쌀 소동으로 인해 대회 중지 | 도도부현 대표 학교가 결정되었지만 쌀 소동으로 인해 대회 중지 |
| 5                                                        | 1919년   | 8월 19일                                                     | 고베 1중(효고)                                               | 7-4                                                          | 나가노 사범(나가노)                                          | 나루오 구장. 패자 부활 제도 폐지 |                                                              |
| 6                                                        | 1920년   | 8월 19일                                                     | 간사이가쿠인 중(효고)                                        | 17-0                                                         | 게이오 보통부(도쿄)                                          | 나루오 구장 |                                                              |
| 7                                                        | 1921년   | 8월 18일                                                     | 와카야마 중(와카야마)                                        | 16-4                                                         | 교토 1상(교토)                                               | 나루오 구장. 조선, 만주에서 첫 참가 |                                                              |
| 8                                                        | 1922년   | 8월 18일                                                     | 와카야마 중(와카야마)                                        | 8-4                                                          | 고베 상업(효고)                                              | 나루오 구장. 대회 첫 연패. 준우승 투수는 하마사키 신지 |                                                              |
| 9                                                        | 1923년   | 8월 20일                                                     | 고요 중(효고)                                                | 5-2                                                          | 와카야마 중(와카야마)                                        | 나루오 구장. 대만이 대회 첫 참가 |                                                              |
| 10                                                       | 1924년   | 8월 19일                                                     | 히로시마 상업(히로시마)                                      | 3-0                                                          | 마쓰모토 상업(나가노)                                        | 한신 고시엔 구장 완성 |                                                              |
| 11                                                       | 1925년   | 8월 23일                                                     | 다카마쓰 상업(가가와)                                        | 5-3                                                          | 와세다 실업(도쿄)                                            | |                                                              |
| 12                                                       | 1926년   | 8월 20일                                                     | 시즈오카 중(시즈오카)                                        | 2-1                                                          | 다렌 상업(만주)                                              | 만주에서 첫 결승 진출 |                                                              |
| 13                                                       | 1927년   | 8월 20일                                                     | 다카마쓰 상업(가가와)                                        | 5-1                                                          | 고료 중(히로시마)                                            | 우승 투수는 미즈하라 시게루 |                                                              |
| 14                                                       | 1928년   | 8월 22일                                                     | 마쓰모토 상업(나가노)                                        | 3-1                                                          | 헤이안 중(교토)                                              | 우승 투수는 나카지마 하루야스 |                                                              |
| 15                                                       | 1929년   | 8월 20일                                                     | 히로시마 상업(히로시마)                                      | 3-0                                                          | 고요 중(와카야마)                                            | |                                                              |
| 16                                                       | 1930년   | 8월 20일                                                     | 히로시마 상업(히로시마)                                      | 8-2                                                          | 오카야 공업(나가노)                                          | 여름 2번째 연패. 우승 투수는 하이야마 모토하루 |                                                              |
| 17                                                       | 1931년   | 8월 21일                                                     | 주쿄 상업(아이치)                                            | 4-0                                                          | 가키 농림(대만)                                              | 대만에서 첫 결승 진출 |                                                              |
| 18                                                       | 1932년   | 8월 20일                                                     | 주쿄 상업(아이치)                                            | 4x-3                                                         | 마쓰아먀 상업(에히메)                                        | 연장 11회. 여름 2연패. 우승 투수는 요시다 마사오 준우승 투수는 가게우라 마사루 |                                                              |
| 19                                                       | 1933년   | 8월 20일                                                     | 주쿄 상업(아이치)                                            | 2-1                                                          | 헤이안 중(교토)                                              | 여름 3연패. 우승 투수는 요시다 마사오 |                                                              |
| 20                                                       | 1934년   | 8월 20일                                                     | 고코우 중(히로시마)                                          | 2-0                                                          | 구마모토 공업(구마모토)                                      | 우승 투수는 후지무라 후미오 준우승 투수는 가와카미 데쓰하루 |                                                              |
| 21                                                       | 1935년   | 8월 21일                                                     | 마쓰야마 상업(에히메)                                        | 6-1                                                          | 이쿠에이 상업(효고)                                          | |                                                              |
| 22                                                       | 1936년   | 8월 20일                                                     | 기후 상업(기후)                                              | 9-1                                                          | 헤이안 중(교토)                                              | 우승 투수는 마쓰이 에이조 |                                                              |
| 23                                                       | 1937년   | 8월 20일                                                     | 주쿄 상업(아이치)                                            | 3-1                                                          | 구마모토 공업(구마모토)                                      | 우승 투수는 노구치 지로 준우승 투수는 가와카미 데쓰하루 |                                                              |
| 24                                                       | 1938년   | 8월 22일                                                     | 헤이안 중(교토)                                              | 2x-1                                                         | 기후 상업(기후)                                              | 준우승 투수는 오시마 노부오 |                                                              |
| 25                                                       | 1939년   | 8월 20일                                                     | 가이초 중(와카야마)                                          | 5-0                                                          | 시모노세키 상업(히로시마)                                    | 우승 투수는 시마 세이이치, 노히트 노런 기록 |                                                              |
| 26                                                       | 1940년   | 8월 19일                                                     | 가이초 중(와카야마)                                          | 2-1                                                          | 시마다 상업(시즈오카)                                        | 여름 2연패. 우승 투수는 사나다 주조 |                                                              |
| 27                                                       | 1941년   | 제2차 세계 대전으로 인한 대회 중지( ~ 1945년까지)            | 제2차 세계 대전으로 인한 대회 중지( ~ 1945년까지)            | 제2차 세계 대전으로 인한 대회 중지( ~ 1945년까지)            | 제2차 세계 대전으로 인한 대회 중지( ~ 1945년까지)            | 제2차 세계 대전으로 인한 대회 중지( ~ 1945년까지) | 제2차 세계 대전으로 인한 대회 중지( ~ 1945년까지)            |
| 28                                                       | 1946년   | 8월 21일                                                     | 나니와 상업(오사카)                                          | 2-0                                                          | 교토 2중(교토)                                               | 한큐 니시노미야 구장. 우승 투수는 히라고바 쇼지 |                                                              |
| 29                                                       | 1947년   | 8월 19일                                                     | 오구라 중(후쿠오카)                                          | 6-3                                                          | 기후 상업(기후)                                              | 고시엔 구장으로 돌아왔다. 규슈 지역 첫 우승. 우승 투수는 후쿠시마 가즈오 |                                                              |
| 학제 개혁으로 인해 전국 고등학교 야구 선수권 대회로 개칭 |          |                                                              |                                                              |                                                              |                                                              | |                                                              |
| 30                                                       | 1948년   | 8월 20일                                                     | 오구라(후쿠오카)                                             | 1-0                                                          | 도인(와카야마)                                               | 이전 시대를 포함해 오구라의 여름 2연패. 구제 와카야마는 도인으로 교명 변경. 우승 투수는 후쿠시마 가즈오. 준우승 투수는 이자와 오사무                                               |                                                              |
| 31                                                       | 1949년   | 8월 20일                                                     | 쇼난(가나가와)                                               | 5-3                                                          | 기후(기후)                                                   | 준우승 투수는 하나이 유 |                                                              |
| 32                                                       | 1950년   | 8월 20일                                                     | 마쓰야마히가시(에히메)                                       | 12-8                                                         | 나루토(도쿠시마)                                             | 당시 마쓰야마 히가시는 마쓰야마 상업과 통합 |                                                              |
| 33                                                       | 1951년   | 8월 19일                                                     | 헤이안(교토)                                                 | 7-4                                                          | 구마(사이타마)                                               | |                                                              |
| 34                                                       | 1952년   | 8월 20일                                                     | 아시야(효고)                                                 | 4-1                                                          | 야오(오사카)                                                 | 우승 투수는 우에무라 요시노부 |                                                              |
| 35                                                       | 1953년   | 8월 20일                                                     | 마쓰야마 상업(에히메)                                        | 3-2                                                          | 도사(고치)                                                   | TV 중계 개시. 연장 13회 |                                                              |
| 36                                                       | 1954년   | 8월 22일                                                     | 주쿄 상업(아이치)                                            | 3-0                                                          | 시즈오카 상업(시즈오카)                                      | 우승 투수는 나카야마 도시다케 |                                                              |
| 37                                                       | 1955년   | 8월 17일                                                     | 욧카이치(미에)                                               | 4-1                                                          | 사카이 상업(가가와)                                          | |                                                              |
| 38                                                       | 1956년   | 8월 20일                                                     | 헤이안(교토)                                                 | 3-2                                                          | 기후 상업(기후)                                              | |                                                              |
| 39                                                       | 1957년   | 8월 20일                                                     | 히로시마 상업(히로시마)                                      | 3-1                                                          | 호세이 2고(가나가와)                                         | |                                                              |
| 40                                                       | 1958년   | 8월 19일                                                     | 야나이(야마구치)                                             | 7-0                                                          | 도쿠시마 상업(도쿠시마)                                      | 46 도도부현+오키나와 대표 고시엔·니시노미야 구장 병행 준우승 투수는 반도 에이지 |                                                              |
| 41                                                       | 1959년   | 8월 18일                                                     | 사이죠(에히메)                                               | 8-2                                                          | 우쓰노미야 공업(도치기)                                      | 홋카이도 대표가 남북으로 분할 연장 15회. 준우승 투수는 오이 미치오 |                                                              |
| 42                                                       | 1960년   | 8월 21일                                                     | 호세이 2고(가나가와)                                         | 3-0                                                          | 시즈오카(시즈오카)                                           | 우승 투수는 시바타 이사오 |                                                              |
| 43                                                       | 1961년   | 8월 20일                                                     | 나니와 상업(오사카)                                          | 1-0                                                          | 도인(와카야마)                                               | 우승 투수는 오자키 유키오 |                                                              |
| 44                                                       | 1962년   | 8월 19일                                                     | 사쿠신가쿠인(도치기)                                         | 1-0                                                          | 구루메 상업(후쿠오카)                                        | 최초의 봄·여름 연패. 우승 투수는 가토 다케시 |                                                              |
| 45                                                       | 1963년   | 8월 20일                                                     | 메이세이(오사카)                                             | 2-1                                                          | 시모노세키 상업(야마구치)                                    | 47대표. 고시엔·니시노미야 구장 병행 준우승 투수는 이케나가 마사아키 |                                                              |
| 46                                                       | 1964년   | 8월 18일                                                     | 고치(고치)                                                   | 2-0                                                          | 하야토모(야마구치)                                           | |                                                              |
| 47                                                       | 1965년   | 8월 22일                                                     | 미이케 공업(후쿠오카)                                        | 2-0                                                          | 초시 상업(지바)                                              | 준우승 투수는 기타루 마사아키 |                                                              |
| 48                                                       | 1966년   | 8월 24일                                                     | 주쿄 상업(아이치)                                            | 3-1                                                          | 마쓰야마 상업(에히메)                                        | 사상 2번째의 봄·여름 연패 |                                                              |
| 49                                                       | 1967년   | 8월 20일                                                     | 나라시노(지바)                                               | 7-1                                                          | 고료(히로시마)                                               | |                                                              |
| 50                                                       | 1968년   | 8월 22일                                                     | 고코쿠(오사카)                                               | 1-0                                                          | 시즈오카 상업(시즈오카)                                      | 기념 대회 48대표. 준우승 투수는 니우라 히사오 |                                                              |
| 51                                                       | 1969년   | 8월 18일 8월 19일                                            | 마쓰야마 상업(에히메)                                        | 0-0 4-2                                                      | 미사와(아오모리)                                             | 연장 18회 무승부 재시합. 우승 투수는 이노우에 아키라 준우승 투수는 오타 고지 |                                                              |
| 52                                                       | 1970년   | 8월 20일                                                     | 도카이대 사가미(가나가와)                                    | 10-6                                                         | PL가쿠엔(오사카)                                             | 준우승 투수는 니이미 사토시 |                                                              |
| 53                                                       | 1971년   | 8월 16일                                                     | 도인가쿠인(가나가와)                                         | 1-0                                                          | 이와키(후쿠시마)                                             | |                                                              |
| 54                                                       | 1972년   | 8월 23일                                                     | 쓰쿠미(오이타)                                               | 3-1                                                          | 야나이(야마구치)                                             | |                                                              |
| 55                                                       | 1973년   | 8월 22일                                                     | 히로시마 상업(히로시마)                                      | 3x-2                                                         | 시즈오카(시즈오카)                                           | 끝내기 스퀴즈 우승 투수는 쓰쿠다 마사키 |                                                              |
| 56                                                       | 1974년   | 8월 19일                                                     | 초시 상업(지바)                                              | 7-0                                                          | 호후 상업(야마구치)                                          | 도쿄 대표가 동서로 분할. 금속 배트 사용이 시작됨. 우승 투수는 츠치야 마사가쓰 |                                                              |
| 57                                                       | 1975년   | 8월 24일                                                     | 나라시노(지바)                                               | 5x-4                                                         | 니이하마 상업(에히메)                                        | 우승 투수는 오가와 준지 |                                                              |
| 58                                                       | 1976년   | 8월 21일                                                     | 오비린(서도쿄)                                               | 4x-3                                                         | PL가쿠엔(오사카)                                             | 연장 11회 |                                                              |
| 59                                                       | 1977년   | 8월 20일                                                     | 도요대 히메지(효고)                                          | 4x-1                                                         | 도호(아이치)                                                 | 연장 10회 끝내기 홈런 우승 투수는 마쓰모토 쇼지, 준우승 투수는 사카모토 요시카즈                                                                                                   |                                                              |
| 60                                                       | 1978년   | 8월 20일                                                     | PL가쿠엔(오사카)                                             | 3x-2                                                         | 고치 상업(고치)                                              | 49대표. 우승 투수는 니시다 신지, 준우승 투수는 모리 고지 |                                                              |
| 61                                                       | 1979년   | 8월 21일                                                     | 미노시마(와카야마)                                           | 4-3                                                          | 이케다(도쿠시마)                                             | 사상 3번째의 봄·여름 연패. 우승 투수는 이시이 다케시 |                                                              |
| 62                                                       | 1980년   | 8월 22일                                                     | 요코하마(가나가와)                                           | 6-4                                                          | 와세다 실업(동 도쿄)                                         | 우승 투수는 아이코 다케시 준우승 투수는 아라키 다이스케 |                                                              |
| 63                                                       | 1981년   | 8월 21일                                                     | 호토쿠가쿠인(효고)                                           | 2-0                                                          | 교토 상업(교토)                                              | 우승 투수는 가네무라 요시아키 |                                                              |
| 64                                                       | 1982년   | 8월 20일                                                     | 이케다(도쿠시마)                                             | 12-2                                                         | 히로시마 상업(히로시마)                                      | 우승 투수는 하타케야마 히토시 |                                                              |
| 65                                                       | 1983년   | 8월 21일                                                     | PL가쿠엔(오사카)                                             | 3-0                                                          | 요코하마 상업(가나가와)                                      | 우승 투수는 구와타 마스미 준우승 투수는 미우라 마사아키 |                                                              |
| 66                                                       | 1984년   | 8월 21일                                                     | 도리데 2고(이바라키)                                         | 8-4                                                          | PL가쿠엔(오사카)                                             | 연장 10회. 우승 투수는 이시다 후미키 준우승 투수는 구와타 마스미 |                                                              |
| 67                                                       | 1985년   | 8월 21일                                                     | PL가쿠엔(오사카)                                             | 4x-3                                                         | 우베 상업(야마구치)                                          | 우승 투수는 구와타 마스미 우베 상업의 후지이 스스무가 대회 14타점 |                                                              |
| 68                                                       | 1986년   | 8월 21일                                                     | 덴리(나라)                                                   | 3-2                                                          | 마쓰야마 상업(에히메)                                        | 마쓰야마 상업의 미즈구치 에이지가 대회 19안타 |                                                              |
| 69                                                       | 1987년   | 8월 21일                                                     | PL가쿠엔(오사카)                                             | 5-2                                                          | 조소가쿠인(이바라키)                                         | 사상 4번째의 봄·여름 연패 우승 투수는 노무라 히로키, 준우승 투수는 시마다 나오야                                                                                                   |                                                              |
| 70                                                       | 1988년   | 8월 22일                                                     | 히로시마 상업(히로시마)                                      | 1-0                                                          | 후쿠오카 제1(후쿠오카)                                       | 준우승 투수는 마에다 요시나가 |                                                              |
| 71                                                       | 1989년   | 8월 22일                                                     | 데이쿄(동 도쿄)                                              | 2-0                                                          | 센다이 이쿠에이(미야기)                                      | 연장 10회. 우승 투수는 요시오카 유지 준우승 투수는 오코시 모토이 |                                                              |
| 72                                                       | 1990년   | 8월 21일                                                     | 덴리(나라)                                                   | 1-0                                                          | 오키나와 수산(오키나와)                                      | 오키나와 대표의 첫 결승 진출 |                                                              |
| 73                                                       | 1991년   | 8월 21일                                                     | 오사카토인(오사카)                                           | 13-8                                                         | 오키나와 수산(오키나와)                                      | 오사카 토인 첫 출장에 첫 우승 오키나와 수산의 2연속 결승 진출 준우승 투수는 오노 린                                                                                                |                                                              |
| 74                                                       | 1992년   | 8월 25일                                                     | 니시닛폰 단기대학 부속(후쿠오카)                             | 1-0                                                          | 다쿠쇼쿠 대학 고료(지바)                                     | 우승 투수인 모리오 가즈다카는 총 5경기 완투에 4경기 완봉 1실점 |                                                              |
| 75                                                       | 1993년   | 8월 23일                                                     | 이쿠에이(효고)                                               | 3-2                                                          | 가스가 교에이(사이타마)                                      | 이쿠에이는 구제 이쿠에이의 후신 준우승 투수는 도이 요시히로 |                                                              |
| 76                                                       | 1994년   | 8월 21일                                                     | 사가 상업(사가)                                              | 8-4                                                          | 쇼난(가고시마)                                               | 최초의 규슈 대결 9회 결승 만루홈런(결승전 사상 최초의 만루홈런) 고다 요시후미가 임시 코치를 담당                                                                                   |                                                              |
| 77                                                       | 1995년   | 8월 21일                                                     | 데이쿄(동 도쿄)                                              | 3-1                                                          | 세이료(이시카와)                                             | 준우승 투수는 야마모토 쇼고 |                                                              |
| 78                                                       | 1996년   | 8월 21일                                                     | 마쓰야마 상업(에히메)                                        | 6-3                                                          | 구마모토 공업(구마모토)                                      | 연장 11회. 기적의 백홈 봄·여름 통틀어 최초의 전 시대(다이쇼·쇼와·헤이세이) 우승 공립고등학교끼리의 결승전으로는 현재까지 마지막 경기. 또한 4강을 공립고등학교가 독식한 것도 마지막 |                                                              |
| 79                                                       | 1997년   | 8월 21일                                                     | 지벤가쿠인 와카야마(와카야마)                                | 6-3                                                          | 헤이안(교토)                                                 | 준우승 투수는 가와구치 도모야 |                                                              |
| 80                                                       | 1998년   | 8월 22일                                                     | 요코하마(동 가나가와)                                        | 3-0                                                          | 교토 세이쇼(교토)                                            | 55대표. 사상 5번째의 봄·여름 연패. 노히트 노런 우승 투수는 마쓰자카 다이스케 |                                                              |
| 81                                                       | 1999년   | 8월 21일                                                     | 기류 제1(군마)                                               | 14-1                                                         | 오카야마 이과대학 부속(오카야마)                             | 군마 대표의 첫 우승 우승 투수는 쇼다 이쓰키 |                                                              |
| 82                                                       | 2000년   | 8월 21일                                                     | 지벤가쿠인 와카야마(와카야마)                                | 11-6                                                         | 도카이대 부속 우라야스(지바)                                 | 지벤가쿠인이 사상 첫 한 대회 세 자릿 수 안타(100안타)를 기록 |                                                              |
| 83                                                       | 2001년   | 8월 22일                                                     | 니혼대학 제3(서도쿄)                                         | 5-2                                                          | 오미(시가)                                                   | 우승 투수는 곤도 가즈키, 준우승 투수는 다케우치 가즈야, 시마와키 신야 |                                                              |
| 84                                                       | 2002년   | 8월 21일                                                     | 메이토쿠기주쿠(고치)                                         | 7-2                                                          | 지벤가쿠인 와카야마(와카야마)                                | 8강에 시코쿠 출신 4개 대표가 모두 생존 |                                                              |
| 85                                                       | 2003년   | 8월 23일                                                     | 조소가쿠인(이바라키)                                         | 4-2                                                          | 도호쿠(미야기)                                               | 준우승 투수는 다르빗슈 유 |                                                              |
| 86                                                       | 2004년   | 8월 22일                                                     | 고마자와 대학 부속 도마코마이(남 홋카이도)                   | 13-10                                                        | 사이비(에히메)                                               | 고시엔 개최 80주년 홋카이도 대표의 대회 첫 우승. 결승전 최다 득점 준우승 투수는 후쿠이 유야                                                                                        |                                                              |
| 87                                                       | 2005년   | 8월 20일                                                     | 고마자와 대학 부속 도마코마이(남 홋카이도)                   | 5-3                                                          | 교토외대 니시(교토)                                          | 57년 만의 여름 2연패 우승 투수는 다나카 마사히로 |                                                              |
| 88                                                       | 2006년   | 8월 20일 8월 21일                                            | 와세다 실업(서 도쿄)                                         | 1-1 4-3                                                      | 고마오 도마코마이(남 홋카이도)                               | 37년 만의 결승전 무승부 재경기(연장 15회) 우승 투수는 사이토 유키 준우승 투수는 다나카 마사히로                                                                                    |                                                              |
| 89                                                       | 2007년   | 8월 22일                                                     | 사가키타(사가)                                               | 5-4                                                          | 고료(히로시마)                                               | 8회말 역전 만루홈런 11년 만의 공립학교 우승 준우승 투수는 노무라 유스케 |                                                              |
| 90                                                       | 2008년   | 8월 18일                                                     | 오사카토인(오사카)                                           | 17-0                                                         | 도코하 기쿠카와(시즈오카)                                    | 결승전 역대 최다 점수차 경기 오사카 토인의 하기와라 게이고가 대회 15타점 준우승 투수는 도카리 도시키                                                                               |                                                              |
| 91                                                       | 2009년   | 8월 24일                                                     | 주쿄대 주쿄(아이치)                                          | 10-9                                                         | 니혼분리(니가타)                                             | 사상 최다인 7번째 우승 니가타 대표의 첫 결승 진출. 9회초 4-9에서 1점차까지 추격 우승 투수는 도바야시 쇼타                                                                          |                                                              |
| 92                                                       | 2010년   | 8월 21일                                                     | 코난(오키나와)                                               | 13-1                                                         | 도카이대 사가미(가나가와)                                    | 사상 6번째의 봄·여름 연패 오키나와 대표의 대회 첫 우승 준우승 투수는 히후미 신타                                                                                                   |                                                              |
| 93                                                       | 2011년   | 8월 20일                                                     | 니혼대학 제3(서도쿄)                                         | 11-0                                                         | 고세이가쿠인(아오모리)                                       | 동일본 대지진의 영향으로 결승전이 사상 최초로 오전 9:30에 경기 시작 |                                                              |
| 94                                                       | 2012년   | 8월 23일                                                     | 오사카토인(오사카)                                           | 3-0                                                          | 고세이가쿠인(아오모리)                                       | 사상 7번째의 봄·여름 연패 결승전은 오전 10:30에 경기 시작 우승 투수는 후지나미 신타로                                                                                              |                                                              |
| 95                                                       | 2013년   | 8월 22일                                                     | 마에바시 이쿠에이(군마)                                      | 4-3                                                          | 노베오카가쿠인(미야자키)                                     | 마에바시 이쿠에이 첫 출전에 첫 우승 |                                                              |
| 96                                                       | 2014년   | 8월 25일                                                     | 오사카토인(오사카)                                           | 4-3                                                          | 미에(미에)                                                   | 태풍 접근으로 인한 54년 만의 개막전 순연 |                                                              |
| 97                                                       | 2015년   | 8월 20일                                                     | 토카이대학 사가미(가나가와)                                  | 10-6                                                         | 센다이 이쿠에이(미야기)                                      | |                                                              |
| 98                                                       | 2016년   | 8월 21일                                                     | 사쿠신가쿠인(도치기)                                         | 7-1                                                          | 훗카이(남훗카이도)                                           | 1962년 이후 54년만의 우승 우승 투수는 이마이 타츠야 준우승 투수는 오오니시 켄토 |                                                              |
| 99                                                       | 2017년   | 8월 2일                                                      | 하나사키 도쿠하루(사이타마)                                  | 14-4                                                         | 코료(히로시마)                                               | 대회 최다 홈런수 기록 합계 68 쿄료의 나카무라 쇼세이가 본 대회 6홈런 19안타 17타점 기록                                                                                            |                                                              |
| 100                                                      | 2018년   | 8월 21일                                                     | 오사카 토인(오사카)                                          | 13-2                                                         | 카나아시 농고(아키타)                                        | 사상 8번째의 봄·여름 연패 오사카토인 역사상 첫번째로 달성한 두번의 춘하연패 우승투수는 카카기 렌 카나아시의 요시다 코우세이 투구수 881개 기록                                      |                                                              |
| 101                                                      | 2019년   | 8월 22일                                                     | 리세이샤(오사카)                                             | 5-3                                                          | 세이료(이시카와)                                             | 우승투수는 시미즈 타이세이 |                                                              |